# Лаещо куче (химична реакция)
„Лаещо куче“ е екзотермична реакция, протичаща при възпламеняването на смес от въглероден дисулфид и диазотен оксид. Когато сместа се възпламени в цилиндричен съд, се получава ярък проблясък и характерен „лай“, откъдето идва и името на реакцията.
Между горивото (въглероден дисулфид) и окислителя (диазотен оксид) протича окислително-редукционен процес, при това се отделя топлина и елементарна сяра и се вижда ярък пламък. Реакцията протича по следното уравнение:
{\displaystyle {\ce {8N2O + 4CS2 -> S8 + 4CO2 + 8N2}}}
През април 1853 г. Юстус фон Либих демонстрира „лаещото куче“ пред кралското семейство на Бавария. По време на демонстрацията стъкленият съд се счупва и причинява леки наранявания на кралица Тереза, нейния син Луитполд и самия Либих.